# Arcadie (roman)
Pour les articles homonymes, voir Arcadie (homonymie).
Arcadie est un roman d'Emmanuelle Bayamack-Tam (connue aussi sous le pseudonyme de Rebecca Lighieri) publié le 23 août 2018 aux éditions P.O.L et lauréat du prix du Livre Inter l'année suivante,.

## Résumé
Le roman "Arcadie" présente une adolescente de 14 ans (qui grandit au fil du roman) nommée Farah. Celle-ci vit depuis ses six ans dans une communauté ayant pour chef un certain "Arcady" qui valorise l'amour sous toutes ses formes. Le personnage de Farah né femme, mais quand vient la puberté, la question du genre survient, et son corps n'évolue pas comme celui d'une femme, mais se virilise. On nous présente alors un personnage à l'identité flottante, en pleine quête de genre.
Un homme arrive, c'est un migrant, littéraire, poétique, différent des autres. Les membres de la communauté qui défendait jusque là l'amour de soi et des autres sont perturbés par cet être, qui suscite l'admiration.
Le roman est d'après l'autrice un "livre transgenre" qui présente tout une "quête d'identité sexuelle".

## Éditions
- Éditions P.O.L, 2018  (ISBN 978-28180-4600-5)[3]
- Editions Gallimard, Collection Folio (no6784), 2020  (ISBN 9782072874819)[4]

## Citations
L'héroïne Farah se décrit ainsi : « Je mesure un mètre soixante-dix-huit, je suis carrée, musclée, et, depuis peu, moustachue : ça fait beaucoup pour prétendre être une fille. Mais justement, je me disais que la féminité était à portée de main. Qu’il suffirait que je me laisse pousser les cheveux, que je m’épile le duvet, que je me résigne au gloss, au mascara, aux couleurs vives ou aux couleurs claires, pour enfin rejoindre le gang des go. »
À la juge d'instruction qui lui demande si elle est une fille ou un garçon, Farah aimerait dire : « Crétine. Je suis ce que tu ne t'autoriseras jamais à être : une fille aux muscles d'acier, un garçon qui n'a pas peur de sa fragilité, une chimère dotée d'ovaires et de testicules d'opérette, une entité inassignable, un esprit libre, un être humain intact. »

## Accueil critique
Le journal québécois Le Devoir qualifie le livre d'« utopie pré-apocalyptique » sous la forme d'« roman d’anticipation au présent ».
La revue Télérama lui donne la note maximale, et résume ainsi son avis critique : « Dans une communauté libertaire et bucolique, grandit une ado hors norme. Un roman d’apprentissage d’une grande liberté, ultra contemporain et politique. »
L'émission de France Inter, Le Masque et la Plume, qualifie Arcadie de "roman transgenre de la rentrée". Patricia Martin le trouve "hallucinant et foutraque". Pour Arnaud Viviant, ce livre est "drôle comme tous les grands livres". En revanche, Frédéric Beigbeder le qualifie de "moralisateur" et "décevant".
Dans le journal Libération, Philippe Lançon écrit qu'Arcadie est "un espace permissif, un lieu de jouissance et un moment de liberté". Il est cependant moins convaincu par la seconde partie du livre.

## Adaptation
Théâtre: Arcadie, d’Emmanuelle Bayamack-Tam. Adaptation et mise en scène, Sylvain Maurice. Avec Constance Larrieu. Au théâtre de Belleville, Paris, jusqu’au 30 novembre. Les 26 et 28 avril 2025 au CDN d’Angers, dans le cadre du festival Écriture en acte.

## Prix et distinctions
- Prix du Livre Inter 2019[11]
- Sélection prix littéraire du Monde 2018[12]
- Sélection prix du roman Fnac 2018[13]
- Sélection prix Femina 2018[14]
- Sélection prix du Roman des étudiants France Culture-Télérama 2018[15]